# سیخوته-آلین
سیخوته-آلین روسی: Сихотэ́-Али́нь یک رشته کوه در سرزمین پریمورسکی و سرزمین خاباروفسک در روسیه است که حدود ۹۰۰ کیلومتر طول دارد و از شمال شرق روسیه ولادی‌وستوک شروع می‌شود. بلندترین قله‌های آن توردوکی یانی (۲٬۰۷۷ متر)، کوه کو (۲٬۰۰۳ متر) در سرزمین خاباروفسک و کوه آنیک (۱٬۹۳۳ متر) در سرزمین پریمورسکی است.
منطقه سیخوته آلین زیستگاه 90 درصد از ببرهای سیبری جهان می باشد.